# Вербовка (приток Чира)
Вербовка (Вербовая) — река в России, протекает в одноимённой балке Ростовской области; правый приток реки Чир в 222 км от её устья. Длина реки — 36 км, площадь водосборного бассейна — 401 км².

## Описание
Река берёт начало южнее хутора Платов Кашарского района, огибая его вниз по течению. Затем протекает через хутора Малаховский и Вербовка Боковского района. Перед хутором Земцов образует небольшое озеро, и далее на юге станицы Боковской впадает в реку Чир. Образует одноимённую балку.
Периодически проводится очистка реки. В последний раз это делалось в 2015 году.

## Данные водного реестра
По данным государственного водного реестра России относится к Донскому бассейновому округу, водохозяйственный участок реки Чир. Речной бассейн реки — Дон (российская часть бассейна).
Код объекта в государственном водном реестре — 05010300812107000009672.